# 144 Puppis
144 Puppis (d² Puppis) é uma estrela na direção da Puppis. Possui uma ascensão reta de 07h 39m 43.83s e uma declinação de −38° 08′ 21.6″. Sua magnitude aparente é igual a 5.73. Considerando sua distância de 612 anos-luz em relação à Terra, sua magnitude absoluta é igual a −0.64. Pertence à classe espectral B5V.